# Amauromorpha tricolor
Amauromorpha tricolor là một loài tò vò trong họ Ichneumonidae.